# Afuz Ali
Az Afuz Ali kis-ázsiai eredetű, fehér bogyójú szőlőfajta. Hasonnevei: Regina, Razaki, Bolgár, Datolyaszőlő, Dattier de Beyrouth, Raisin de Constantinapole, Hafiz Ali, Karaburnu, Aleppo.	
Az egész világon ismerik. Főként a Földközi-tenger környéki országokban termesztik, de eljutott a tengerentúli csemegeszőlő-termesztő tájakra is. A nemzetközi étkezési szőlő kereskedelem igen keresett fajtája. Hazánkba valószínűleg a 20. század elején Bulgáriából érkezett, de bizonytalan beérése miatt nem terjedt el. 1956 óta államilag minősített fajta. Nálunk inkább csak a házi kertekbe való, de ott is csak védett, meleg fekvésbe.	

## Jellemzői
Tőkéje nagyon erős növekedésű, kevés számú, fél-mereven álló vesszőkkel. Vesszői sárgásbarnák, vastagok, hosszú íz-közűek, a rügyek nagyok, széles alapúak, tompák, csupaszok. Vitorlája fényes, bronzos-zöld, csupasz. Levele közép-nagy, világoszöld, vékony szövetű, sima felületű, U alakú vállöblének alapját gyakran főér határolja. Levélszéle csipkés. Fonáka csupasz, erei zöldek. A középső levélér az első elágazásnál megtörik.	Fürtje igen nagy, laza, tetszetős, vállas vagy ágas, hosszú fürtű. Bogyói nagyon nagyok, oválisak, sárgászöldek, beérve borostyán-sárgák, a napos oldalukon rozsdásodók, hamvasak, vastag, de nem rágós héjúak, ropogós húsúak, közömbös ízűek.	
Hosszú tenyészidejű, igen késői érésű fajta. Védett, meleg fekvésben, jó évjáratokban már szeptember végén, október elején, átlagos években október közepén, végén fogyasztható.  A szerény beérési mustfok rendszerint alacsony savtartalommal párosul, ilyenkor fogyasztása kellemes. Erős növekedési erélyű, bőtermő. Kevés, de nagy tömegű fürtöket nevel, közöttük az egy kilogrammot elérők sem ritkák. Másodtermés képzésre hajlamos, ezek a fürtök azonban a mi éghajlatunkon nem érnek be.
A fekvés, a talaj és annak tápanyagtartalma iránt igényes fajta. A szárazságot viszonylag jól tűri. Fagyérzékeny. Sikeresen csak jól megválasztott termőhelyen, védett, meleg fekvésben termeszthető. Nem rothad, fürtjei sokáig a tőkéken tarthatók.
Alsó helyzetű rügyeiben nincsenek fürtkezdemények, ezért a tőkéit hosszú, többnyire szálvesszős metszésben kell részesíteni. Ritka lombú, nem tartozik a zöldmunkaigényes fajták közé. Lugas művelésre kiválóan alkalmas.
Fürtjei tetszetősek, piacosak, kiválóan szállíthatók és hosszan eltarthatók.
Az Afuz Alinak több típusát különböztetjük meg a bogyó alakja szerint, amely lehet oszlopos, ovális és csepp alakú. Közülük az oszlopos bogyójú a legértékesebb, mert legkorábban érik. A csepp alakú bogyójú a másik két típusnál lédúsabb.
Minden borvidéken és bortermő helyen telepíthető.